# Rennrodel-Europameisterschaften 2025
Die 56. Rennrodel-Europameisterschaften wurden im Rahmen des sechsten Weltcuprennens der Saison 2024/25 in der Winterberger Veltins-Eisarena ausgetragen. Die von der Fédération Internationale de Luge organisierten kontinentalen Titelkämpfe fanden nach 1982, 1992, 2000 und 2006 zum fünften Mal auf der Bahn im Hochsauerland statt.
Es wurden Race-in-Race-Wettbewerbe (die Weltcuprennen sind gleichzeitig auch Europameisterschaftsrennen) in Ein- und Doppelsitzern für Männer und Frauen sowie in der Disziplin der Teamstaffel ausgetragen. Abgesehen vom letzten Wettbewerb wurden alle Wettbewerbe in zwei Läufen entschieden. Zum sechsten Mal gab in den Ein- und Doppelsitzerwettbewerben U23-Wertungen.

## Vergabe

Bahnprofil

Im Zuge der Veröffentlichung des vorläufigen Weltcupkalenders für die Saison 2024/25 gab der Rennrodel-Weltverband Fédération Internationale de Luge bekannt, dass die 56. Rennrodel-Europameisterschaften in der Veltins-Eisarena in Winterberg stattfinden werden. Winterberg ist seit vielen Jahren regelmäßiger Austragungsort von Weltcup im Rennrodeln, Bob und Skeleton. 2024 fanden zuletzt Bob- und Skeleton-Weltmeisterschaften auf der Bahn statt, Austragungsort von interkontinentalen Meisterschaften im Rennrodeln war die Bahn in den Jahren 1989, 1991, 2019 und 2022. Kontinentale Meisterschaftsrennen wurden bereits 1982, 1992, 2000 und 2006 ausgetragen.

## Titelverteidiger
Bei den vorangegangenen Europameisterschaften 2024 auf dem Olympia-Eiskanal Innsbruck-Igls siegten Madeleine Egle im Frauen-Einsitzer, Jonas Müller im Männer-Einsitzer, das Frauen-Doppelsitzerpaar Jessica Degenhardt und Cheyenne Rosenthal, die Männer-Doppelsitzer Thomas Steu und Wolfgang Kindl sowie die Teamstaffel Österreichs in der Besetzung Madeleine Egle, Thomas Steu und Wolfgang Kindl, Jonas Müller sowie Selina Egle und Lara Kipp.

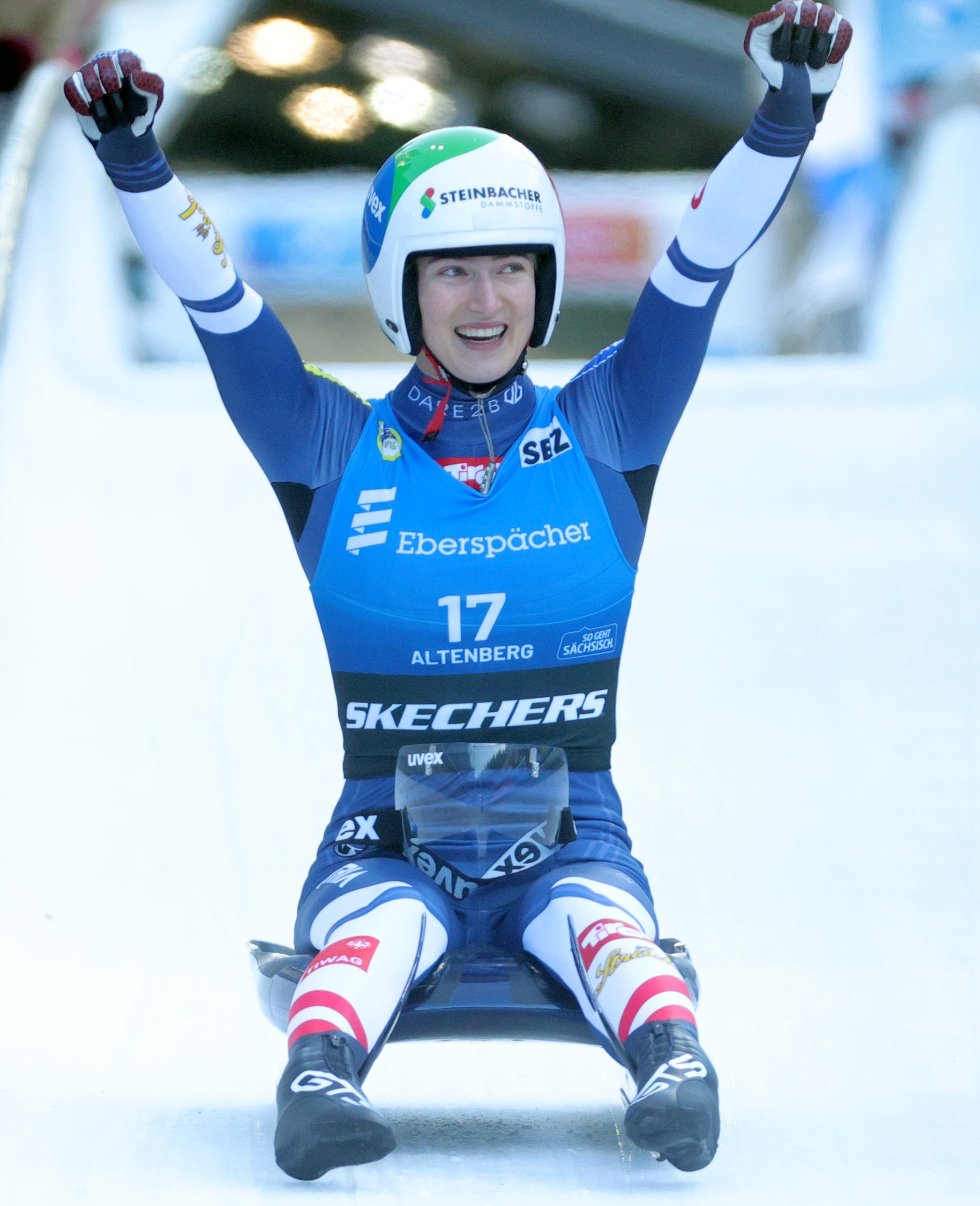
Madeleine Egle
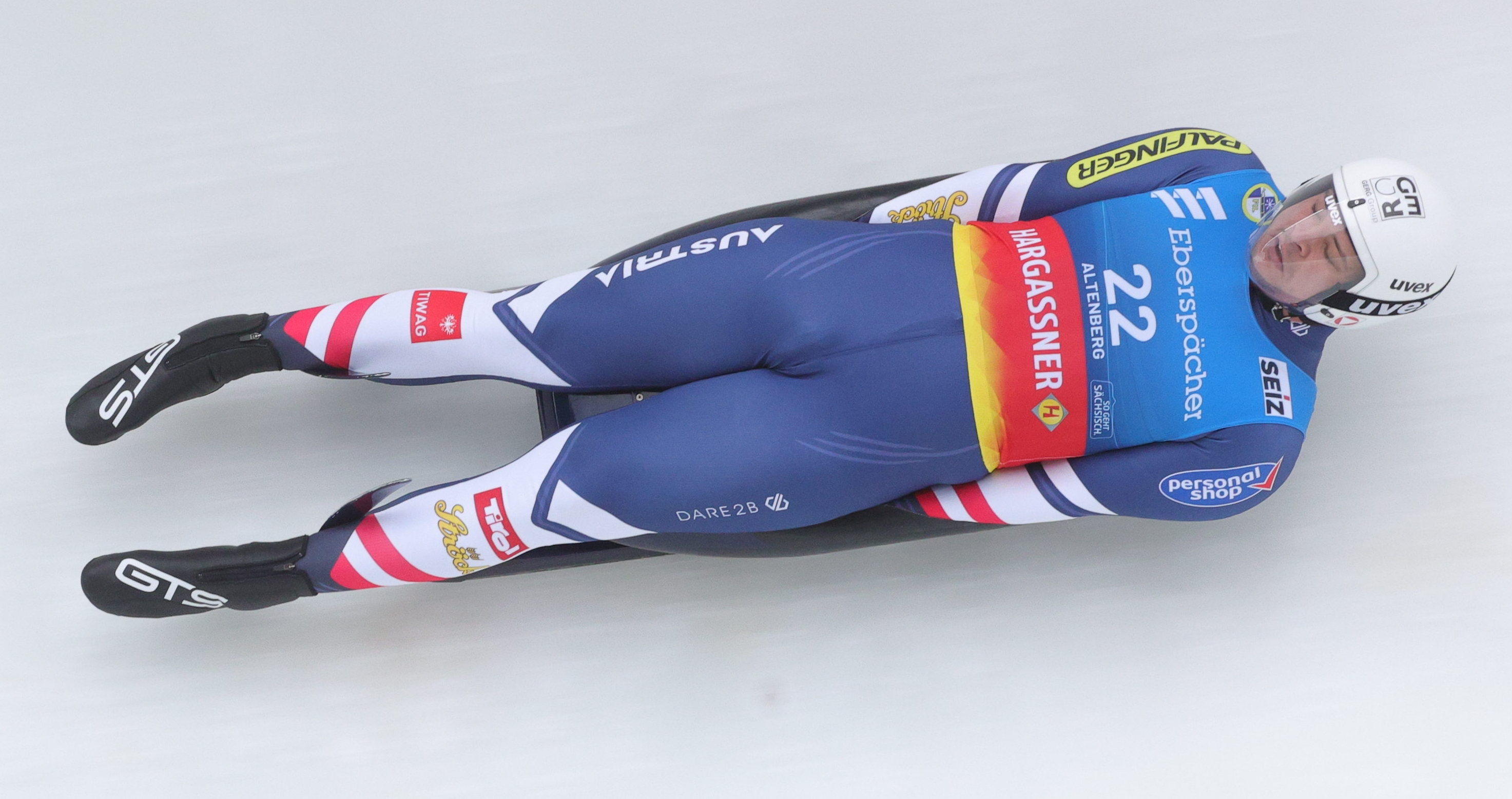
Jonas Müller
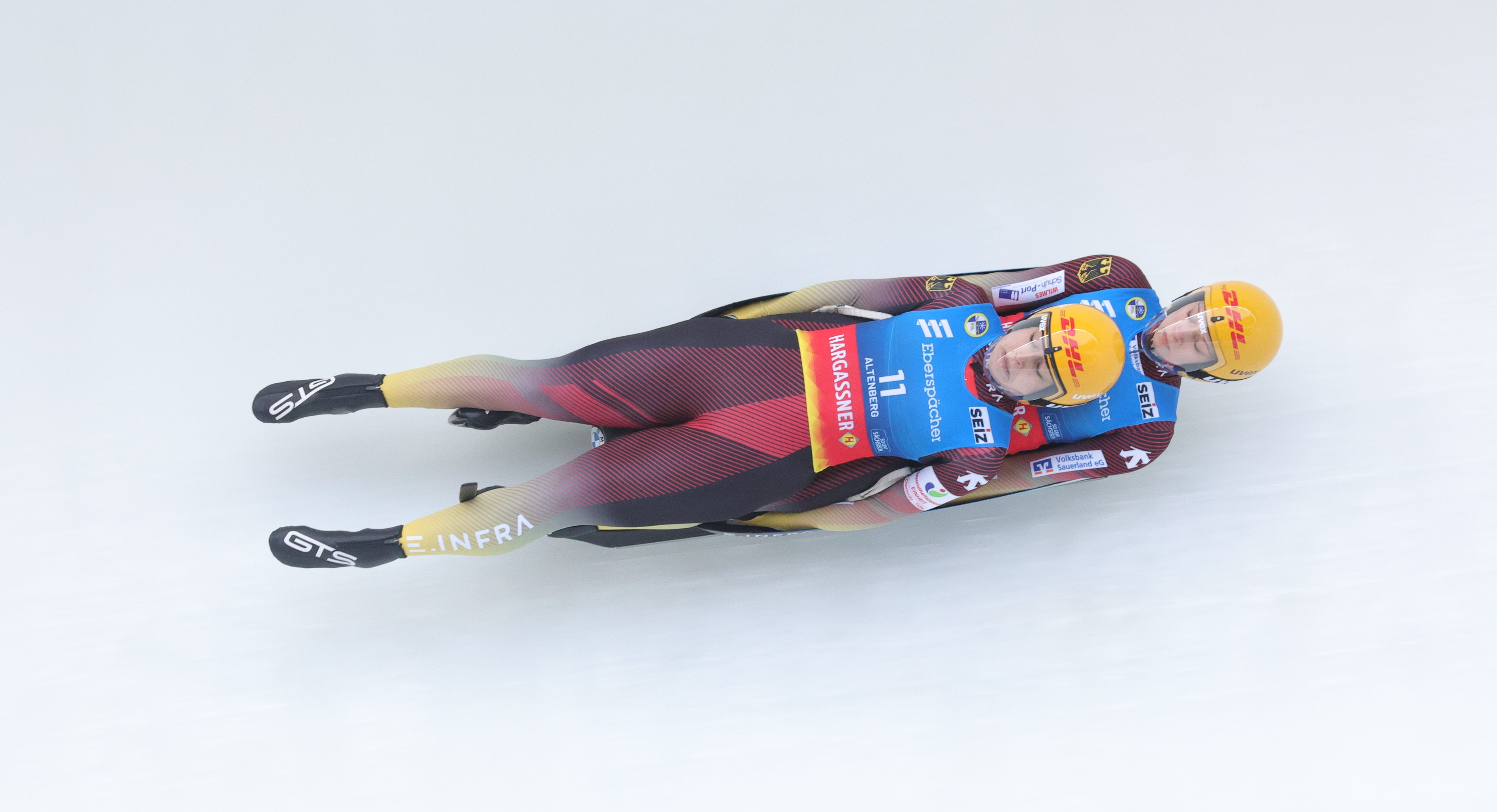
Jessica Degenhardt und Cheyenne Rosenthal
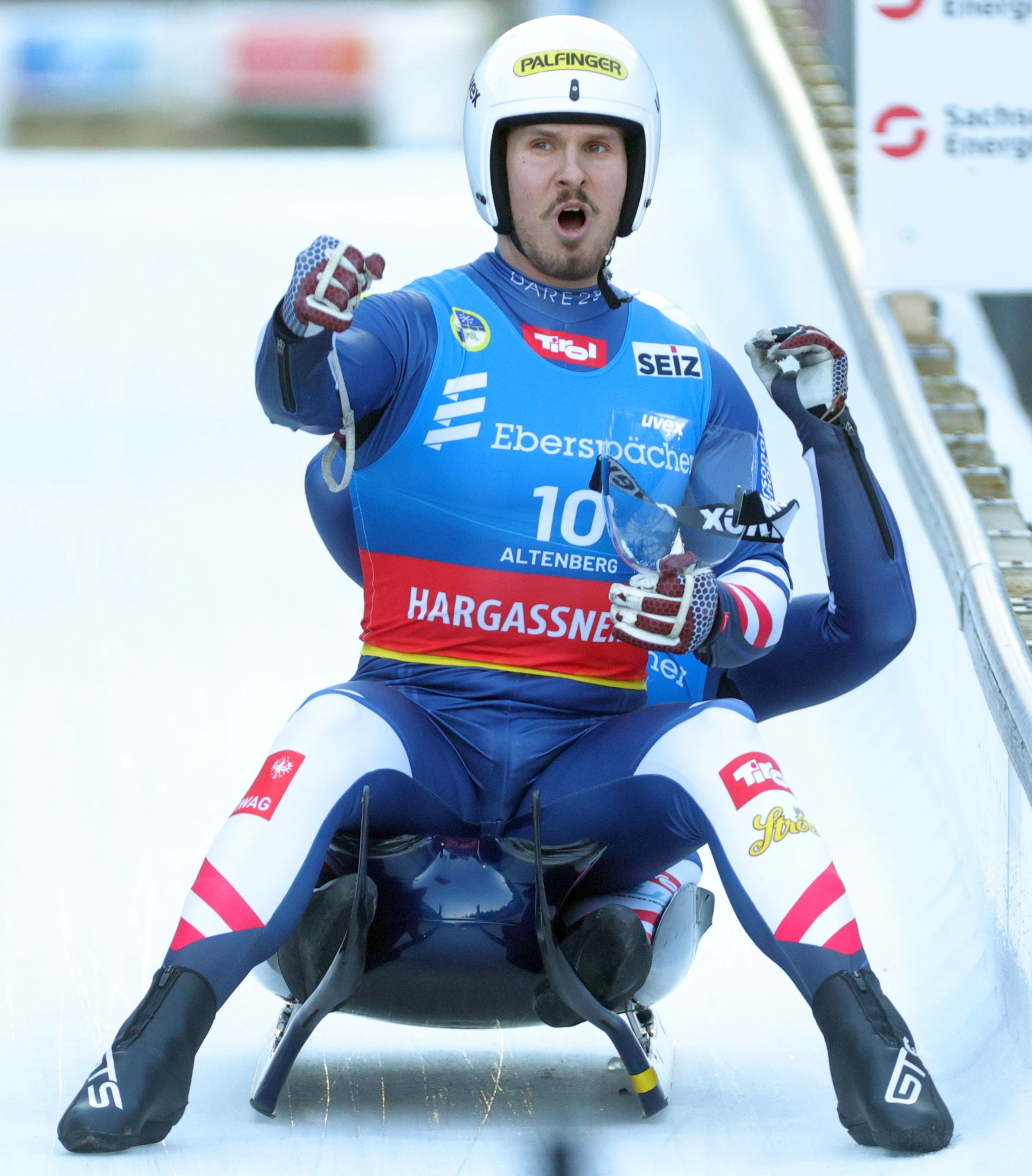
Thomas Steu und Wolfgang Kindl
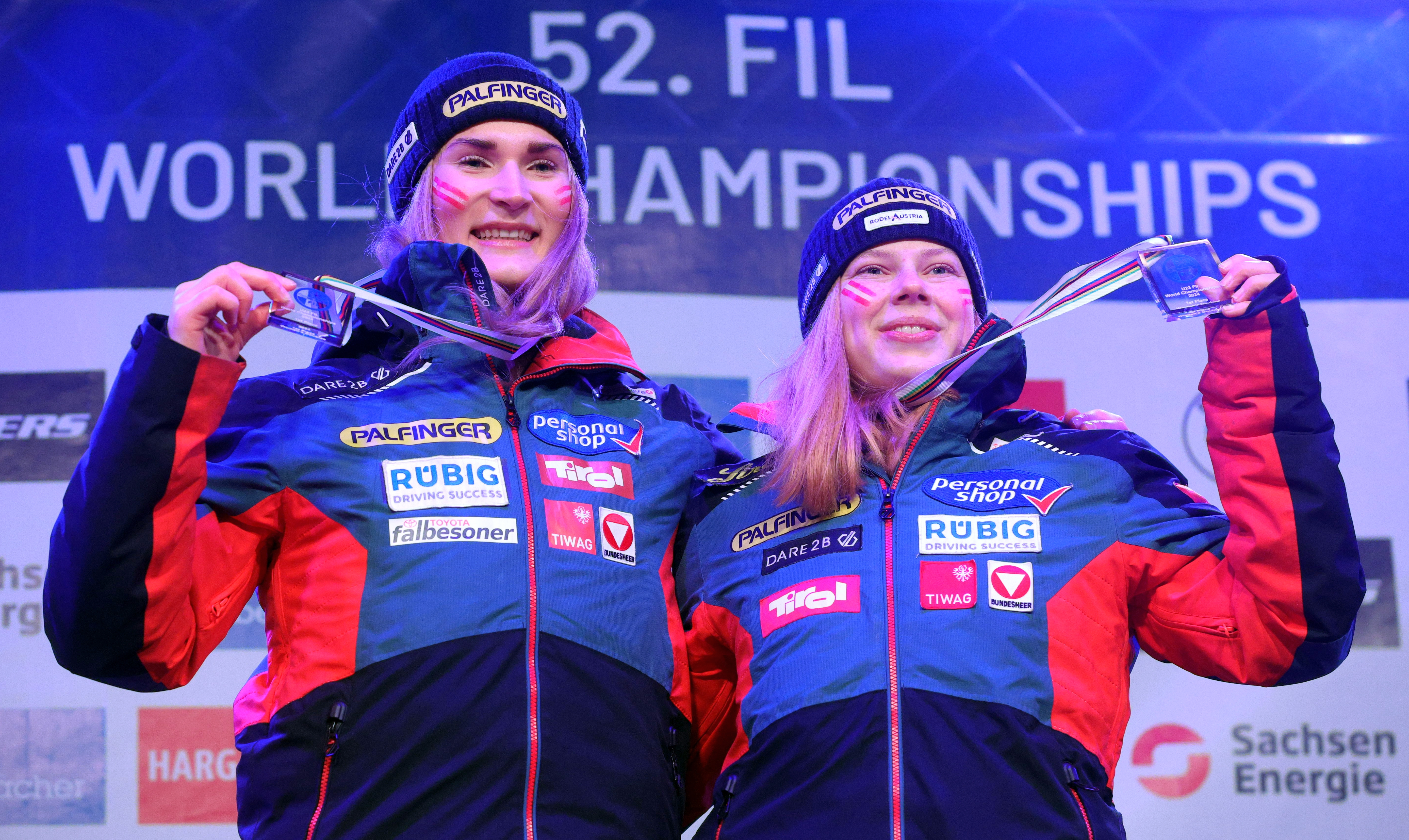
Selina Egle und Lara Kipp

## Ergebnisse

### Einsitzer der Frauen

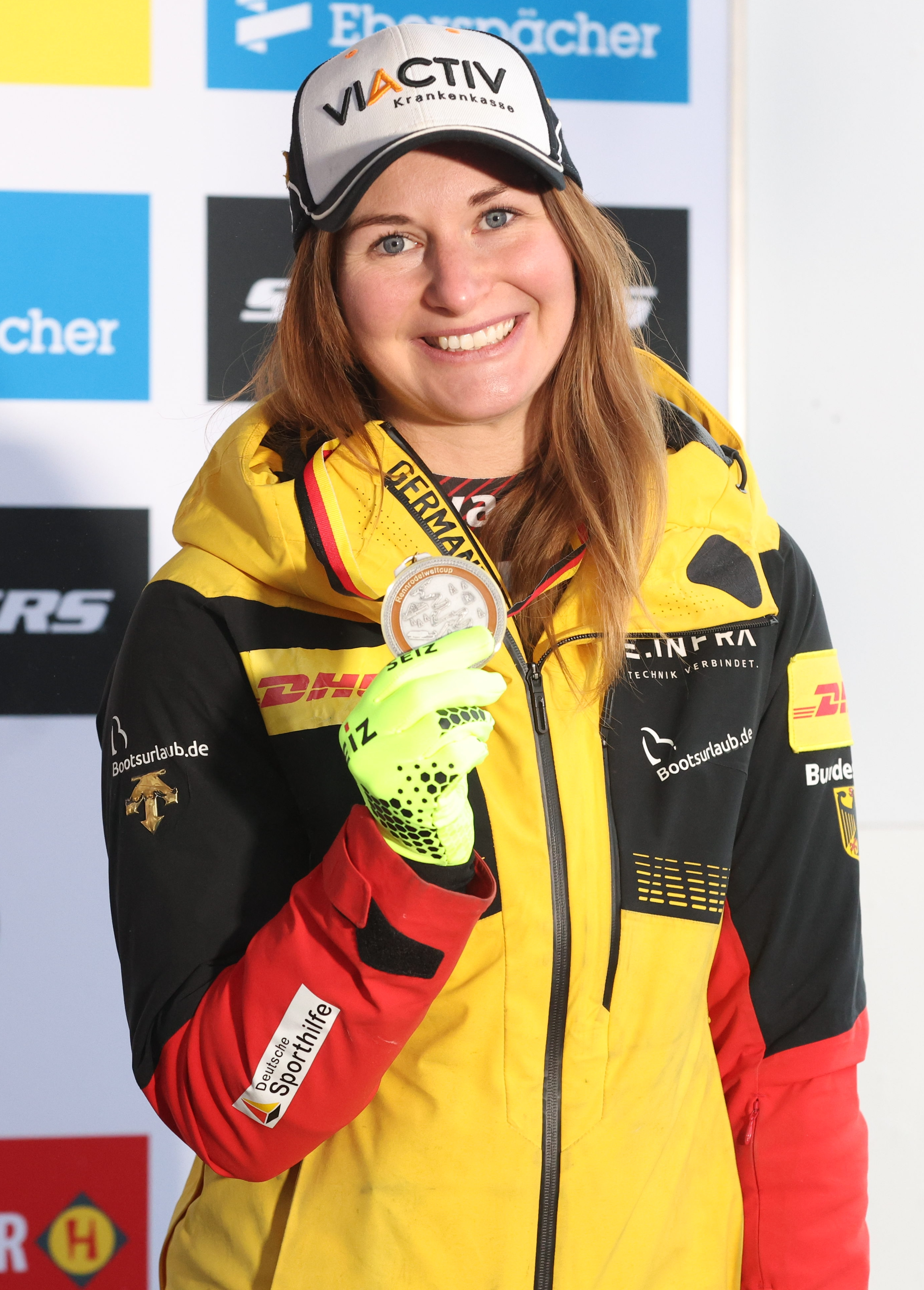
Julia Taubitz, Europameisterin

| Platz | Sportlerin                  | Laufzeiten                                        | Zeit                                              |
| ----- | --------------------------- | ------------------------------------------------- | ------------------------------------------------- |
| 01    | Julia Taubitz               | 54,806 s 54,776 s                                 | 1:49,582 Minuten                                  |
| 02    | Madeleine Egle              | 54,823 s 54,957 s                                 | 1:+0,198 s                                        |
| 03    | Lisa Schulte                | 54,954 s 54,981 s                                 | 1:+0,540 s                                        |
| 04    | Merle Fräbel (U23)          | 55,148 s 54,947 s                                 | 1:+0,540 s                                        |
| 05    | Anna Berreiter              | 55,116 s 55,054 s                                 | 1:+0,588 s                                        |
| 06    | Barbara Allmaier (U23)      | 55,079 s 55,185 s                                 | 1:+0,682 s                                        |
| 07    | Melina Fischer (U23)        | 55,265 s 55,128 s                                 | 1:+0,811 s                                        |
| 08    | Natalie Maag                | 55,157 s 55,261 s                                 | 1:+0,836 s                                        |
| 09    | Verena Hofer                | 55,393 s 55,186 s                                 | 1:+0,997 s                                        |
| 10    | Elīna Ieva Vītola           | 55,425 s 55,261 s                                 | 1:+1,047 s                                        |
| 11    | Sandra Robatscher           | 55,481 s 55,391 s                                 | 1:+1,290 s                                        |
| 12    | Tove Kohala                 | 55,266 s 55,651 s                                 | 1:+1,335 s                                        |
| 13    | Kendija Aparjode            | 55,247 s 55,933 s                                 | 1:+1,598 s                                        |
| 14    | Ioana-Corina Buzatoiu (U23) | 55,680 s 55,060 s                                 | 1:+2,158 s                                        |
| 15    | Margita Sirsniņa (U23)      | 55,691 s Nicht für den zweiten Lauf qualifiziert. | 55,691 s Nicht für den zweiten Lauf qualifiziert. |
| 16    | Klaudia Domaradzka          | 55,717 s Nicht für den zweiten Lauf qualifiziert. | 55,717 s Nicht für den zweiten Lauf qualifiziert. |
| 17    | Nina Zöggeler               | 55,858 s Nicht für den zweiten Lauf qualifiziert. | 55,858 s Nicht für den zweiten Lauf qualifiziert. |
| 18    | Julianna Tunyzka (U23)      | 55,896 s Nicht für den zweiten Lauf qualifiziert. | 55,896 s Nicht für den zweiten Lauf qualifiziert. |
| 19    | Olena Smaha                 | 56,206 s Nicht für den zweiten Lauf qualifiziert. | 56,206 s Nicht für den zweiten Lauf qualifiziert. |
| DNF   | Dorothea Schwarz (U23)      | 55,190 s DNF                                      |                                                   |

### Einsitzer der Männer

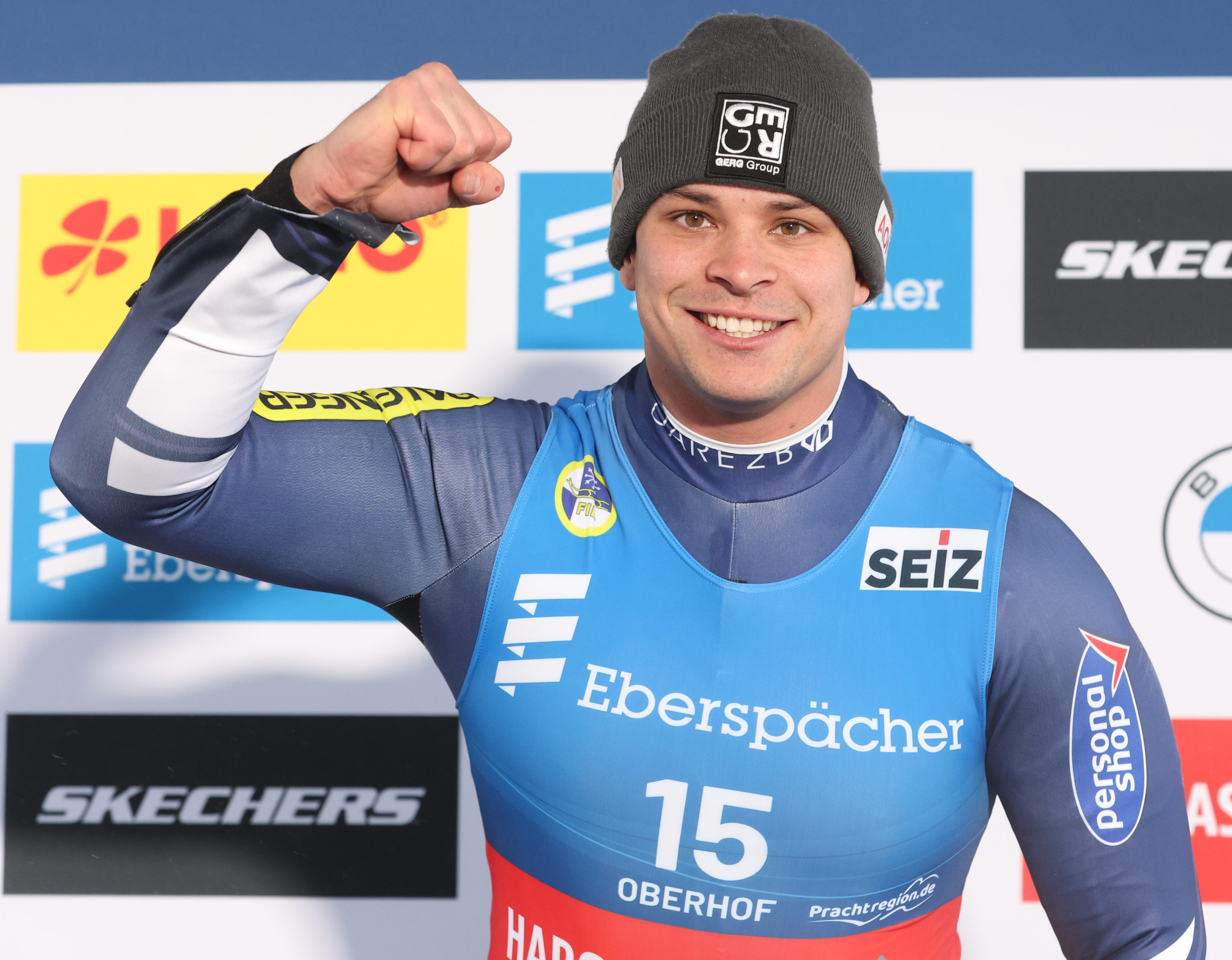
Jonas Müller, Europameister

| Platz | Sportler                  | Laufzeiten                                        | Zeit             |
| ----- | ------------------------- | ------------------------------------------------- | ---------------- |
| 01    | Jonas Müller              | 50,722 s 51,020 s                                 | 1:41,742 Minuten |
| 02    | Max Langenhan             | 50,831 s 50,966 s                                 | 1:+0,055 s       |
| 03    | Nico Gleirscher           | 50,822 s 51,021 s                                 | 1:+0,101 s       |
| 04    | Wolfgang Kindl            | 50,915 s 51,050 s                                 | 1:+0,223 s       |
| 05    | Felix Loch                | 51,005 s 51,060 s                                 | 1:+0,323 s       |
| 06    | Dominik Fischnaller       | 50,954 s 51,363 s                                 | 1:+0,575 s       |
| 07    | David Gleirscher          | 51,033 s 51,396 s                                 | 1:+0,687 s       |
| 08    | Anton Dukatsch            | 51,290 s 51,402 s                                 | 1:+0,950 s       |
| 09    | Kristers Aparjods         | 51,393 s 51,334 s                                 | 1:+0,985 s       |
| 10    | Timon Grancagnolo (U23)   | 51,461 s 51,298 s                                 | 1:+1,017 s       |
| 11    | Gints Bērziņš (U23)       | 51,320 s 51,500 s                                 | 1:+1,078 s       |
| 12    | Jozef Ninis               | 51,489 s 51,623 s                                 | 1:+1,370 s       |
| 13    | Kaspars Rinks (U23)       | 51,472 s 51,680 s                                 | 1:+1,410 s       |
| 14    | Andrij Mandsij            | 51,488 s 51,722 s                                 | 1:+1,468 s       |
| 15    | Lukas Peccei (U23)        | 50,183 s 50,189 s                                 | 1:+1,717 s       |
| 16    | Marián Skupek             | 51,559 s 51,768 s                                 | 1:+1,585 s       |
| 17    | Leon Felderer             | 51,493 s 51,852 s                                 | 1:+1,603 s       |
| 18    | Svante Kohala             | 51,576 s 51,930 s                                 | 1:+1,764 s       |
| 19    | Mateusz Sochowicz         | 51,686 s Nicht für den zweiten Lauf qualifiziert. |                  |
| 20    | Alex Gufler (U23)         | 51,702 s Nicht für den zweiten Lauf qualifiziert. |                  |
| 21    | Valentin Crețu            | 51,967 s Nicht für den zweiten Lauf qualifiziert. |                  |
| 22    | Eduard-Mihai Crăciun      | 52,080 s Nicht für den zweiten Lauf qualifiziert. |                  |
| 23    | Danylo Marzynowskyj (U23) | 52,263 s Nicht für den zweiten Lauf qualifiziert. |                  |

### Doppelsitzer der Frauen

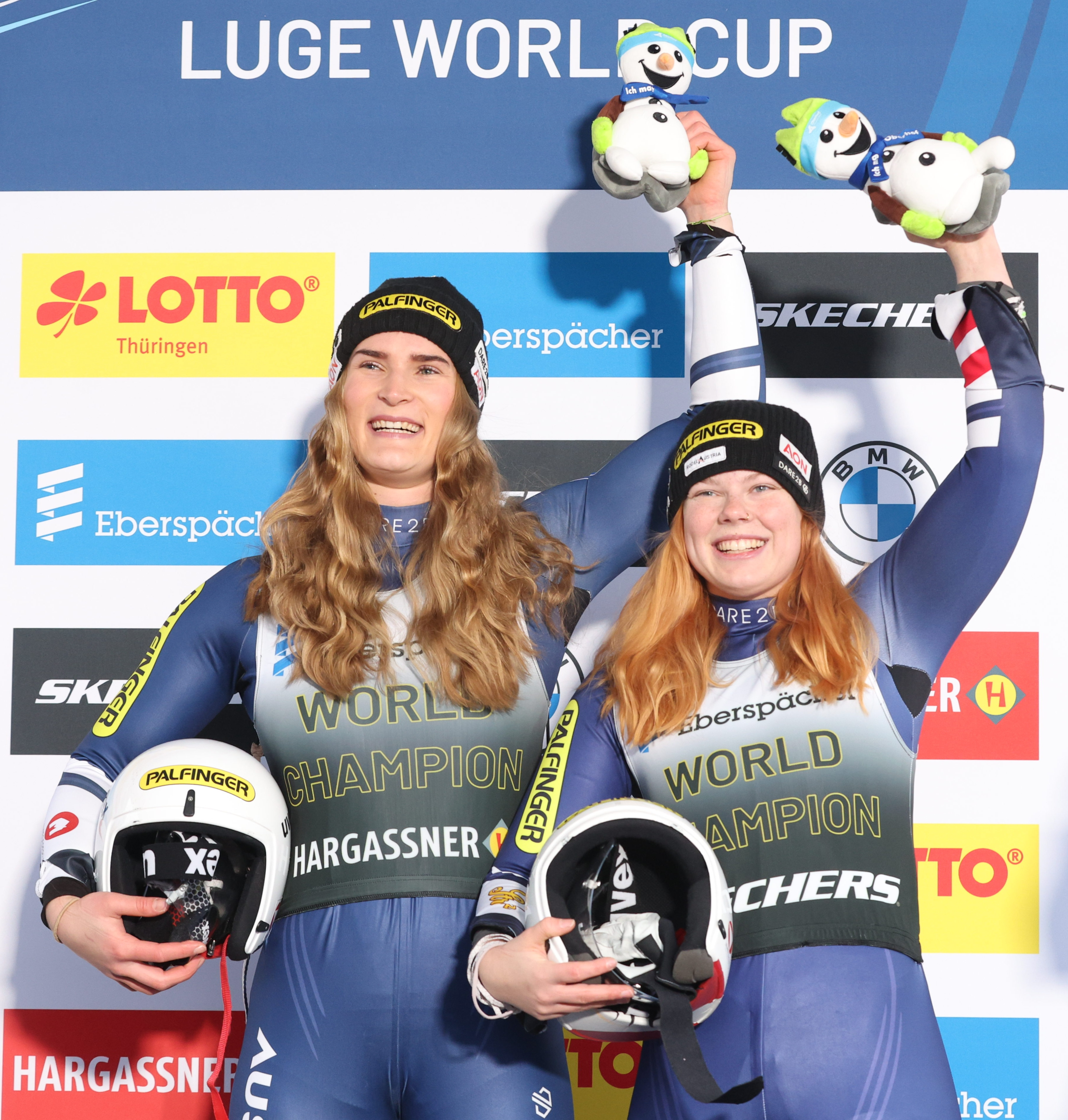
Selina Egle und Lara Kipp, Europameisterinnen

| Platz | Sportlerinnen                              | Laufzeiten        | Zeit             |
| ----- | ------------------------------------------ | ----------------- | ---------------- |
| 01    | Selina Egle / Lara Kipp (U23)              | 43,260 s 43,207 s | 1:26,467 Minuten |
| 02    | Jessica Degenhardt / Cheyenne Rosenthal    | 43,330 s 43,151 s | 1:+0,014 s       |
| 03    | Andrea Vötter / Marion Oberhofer           | 43,371 s 43,317 s | 1:+0,221 s       |
| 04    | Dajana Eitberger / Magdalena Matschina     | 43,573 s 43,409 s | 1:+0,515 s       |
| 05    | Marta Robežniece / Kitija Bogdanova (U23)  | 43,482 s 43,555 s | 1:+0,570 s       |
| 06    | Anda Upīte / Zane Kaluma                   | 43,718 s 43,369 s | 1:+0,620 s       |
| 07    | Nadia Falkensteiner / Annalena Huber (U23) | 43,916 s 43,744 s | 1:+1,193 s       |
| 08    | Olena Stetzkiw / Oleksandra Moch           | 43,982 s 43,889 s | 1:+1,404 s       |
| 09    | Nikola Domowicz / Dominika Piwkowska (U23) | 44,137 s 43,827 s | 1:+1,497 s       |
| 10    | Raluca Strămăturaru / Mihaela Manolescu    | 44,165 s 44,160 s | 1:+1,858 s       |
| 11    | Viktória Praxová / Desana Špitzová (U23)   | 44,670 s 44,460 s | 1:+2,663 s       |

### Doppelsitzer der Männer

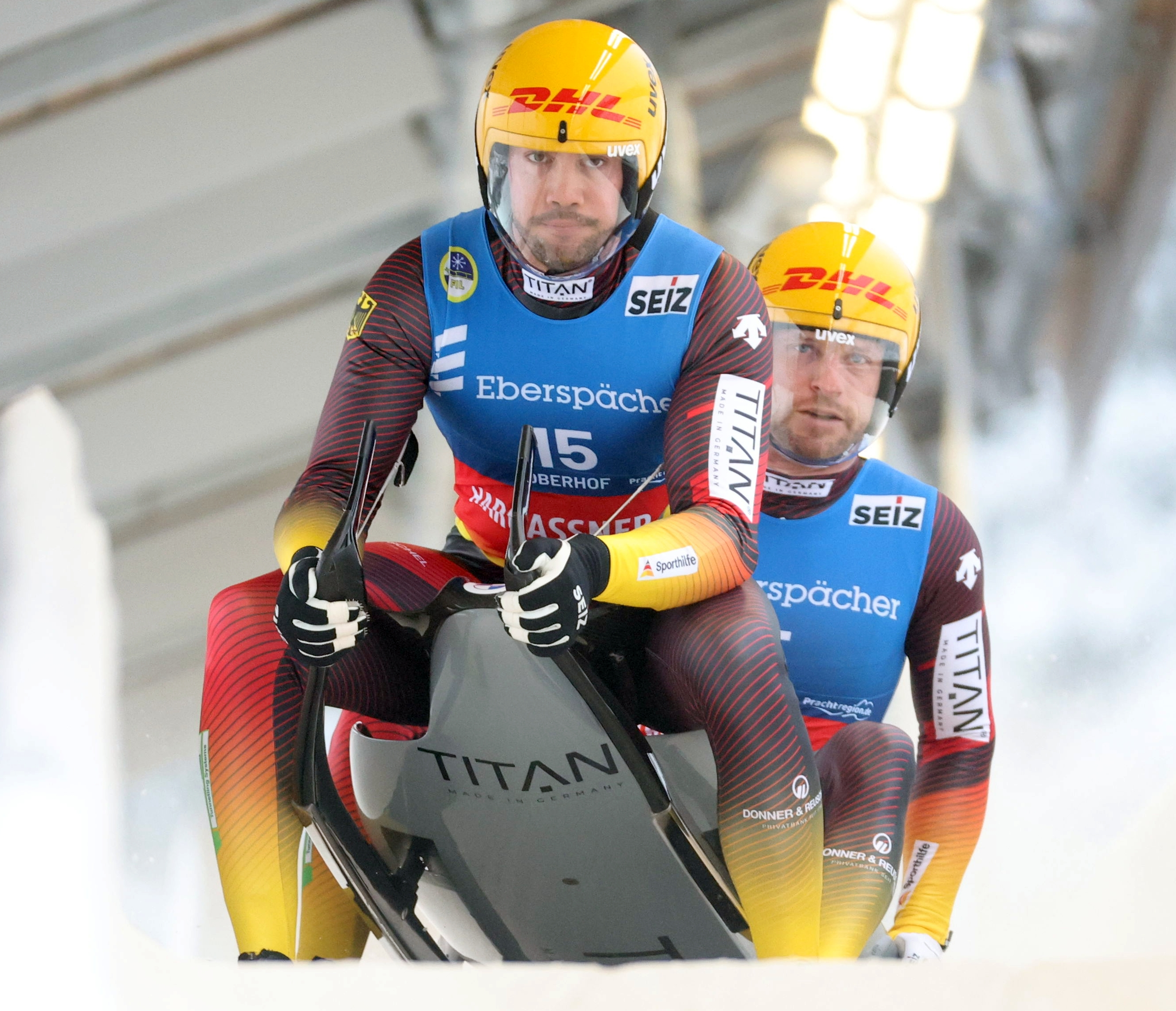
Tobias Wendl und Tobias Arlt, Europameister

| Platz | Sportler                                    | Laufzeiten                                        | Zeit                                              |
| ----- | ------------------------------------------- | ------------------------------------------------- | ------------------------------------------------- |
| 01    | Tobias Wendl / Tobias Arlt                  | 42,606 s 42,546 s                                 | 1:25,152 Minuten                                  |
| 02    | Juri Gatt / Riccardo Schöpf                 | 42,608 s 42,678 s                                 | 1:+0,134 s                                        |
| 03    | Yannick Müller / Armin Frauscher            | 42,613 s 42,741 s                                 | 1:+0,202 s                                        |
| 04    | Thomas Steu / Wolfgang Kindl                | 42,742 s 42,621 s                                 | 1:+0,211 s                                        |
| 05    | Toni Eggert / Florian Müller                | 42,732 s 42,639 s                                 | 1:+0,219 s                                        |
| 06    | Mārtiņš Bots / Roberts Plūme                | 42,727 s 42,703 s                                 | 1:+0,278 s                                        |
| 07    | Ivan Nagler / Fabian Malleier               | 42,759 s 42,778 s                                 | 1:+0,385 s                                        |
| 08    | Hannes Orlamünder / Paul Gubitz             | 42,738 s 42,811 s                                 | 1:+0,397 s                                        |
| 09    | Emanuel Rieder / Simon Kainzwaldner         | 43,130 s 43,039 s                                 | 1:+1,017 s                                        |
| 10    | Wojciech Chmielewski / Jakub Kowalewski     | 43,210 s 43,058 s                                 | 1:+1,116 s                                        |
| 11    | Christián Bosman / Bruno Mick (U23)         | 43,625 s 43,474 s                                 | 1:+1,947 s                                        |
| 12    | Raimonds Baltgalvis / Uldis Jakseboga (U23) | 43,772 s 43,685 s                                 | 1:+2,305 s                                        |
| 13    | Ihor Hoj / Nasarij Katschmar                | 43,749 s 43,863 s                                 | 1:+2,640 s                                        |
| 14    | Marian Gîtlan / Darius Șerban               | 43,846 s Nicht für den zweiten Lauf qualifiziert. | 43,846 s Nicht für den zweiten Lauf qualifiziert. |
| 15    | Tudor-Ștefan Handaric / Sebastian Motzca    | 43,933 s Nicht für den zweiten Lauf qualifiziert. | 43,933 s Nicht für den zweiten Lauf qualifiziert. |
| 16    | Maksym Pantschuk / Andrij Muz (U23)         | 44,514 s Nicht für den zweiten Lauf qualifiziert. | 44,514 s Nicht für den zweiten Lauf qualifiziert. |
| DNF   | Tomáš Vaverčák / Matej Zmij                 | 43,117 s DNF                                      |                                                   |
| DNF   | Eduards Ševics-Mikeļševics / Lūkass Krasts  | 43,288 s DNF                                      |                                                   |

### Teamstaffel
| Platz | Sportler | Zeit             |
| ----- | --- | ---------------- |
| 01    | ÖsterreichMadeleine Egle Juri Gatt / Riccardo Schöpf Jonas Müller Selina Egle / Lara Kipp                                 | 3:11,428 Minuten |
| 02    | DeutschlandJulia Taubitz Tobias Wendl / Tobias Arlt Max Langenhan Jessica Degenhardt / Cheyenne Rosenthal                 | 1:+0,091 s       |
| 03    | ItalienVerena Hofer Ivan Nagler / Fabian Malleier Dominik Fischnaller Andrea Vötter / Marion Oberhofer                    | 1:+0,580 s       |
| 04    | LettlandElīna Ieva Vītola Mārtiņš Bots / Roberts Plūme Kristers Aparjods Anda Upīte / Zane Kaluma                         | 1:+1,493 s       |
| 05    | PolenKlaudia Domaradzka Wojciech Chmielewski / Jakub Kowalewski Mateusz Sochowicz Nikola Domowicz / Dominika Piwkowska    | 1:+2,221 s       |
| 06    | UkraineJulianna Tunyzka Ihor Hoj / Nasarij Katschmar Anton Dukatsch Olena Stezkiw / Oleksandra Moch                       | 1:+3,557 s       |
| 07    | RumänienIoana-Corina Buzatoiu Marian Gîtlan / Darius Șerban Valentin Crețu Raluca Strămăturaru / Mihaela-Carmen Manolescu | 1:+3,759 s       |

## Medaillenspiegel
Die U23-Wertung wird für den allgemeinen Medaillenspiegel nicht berücksichtigt.
| Platz | Land        | Gold | Silber | Bronze | Gesamt |
| ----- | ----------- | ---- | ------ | ------ | ------ |
| 1     | Österreich  | 3    | 2      | 3      | 8      |
| 2     | Deutschland | 2    | 3      | 0      | 5      |
| 3     | Italien     | 0    | 0      | 2      | 2      |

Medaillenspiegel U23-Wertung

Für die Rennen in der klassischen Disziplin (Ein- und Doppelsitzer der Frauen sowie Männer) wurde eine U23-Europameisterschaftswertung durchgeführt.
| Platz | Land        | Gold | Silber | Bronze | Gesamt |
| ----- | ----------- | ---- | ------ | ------ | ------ |
| 1     | Deutschland | 2    | 0      | 1      | 3      |
| 2     | Österreich  | 1    | 1      | 0      | 2      |
| 3     | Slowakei    | 1    | 0      | 0      | 1      |
| 4     | Lettland    | 0    | 3      | 1      | 4      |
| 5     | Italien     | 0    | 0      | 1      | 1      |
| 5     | Ukraine     | 0    | 0      | 1      | 1      |